# Ас-Сафа

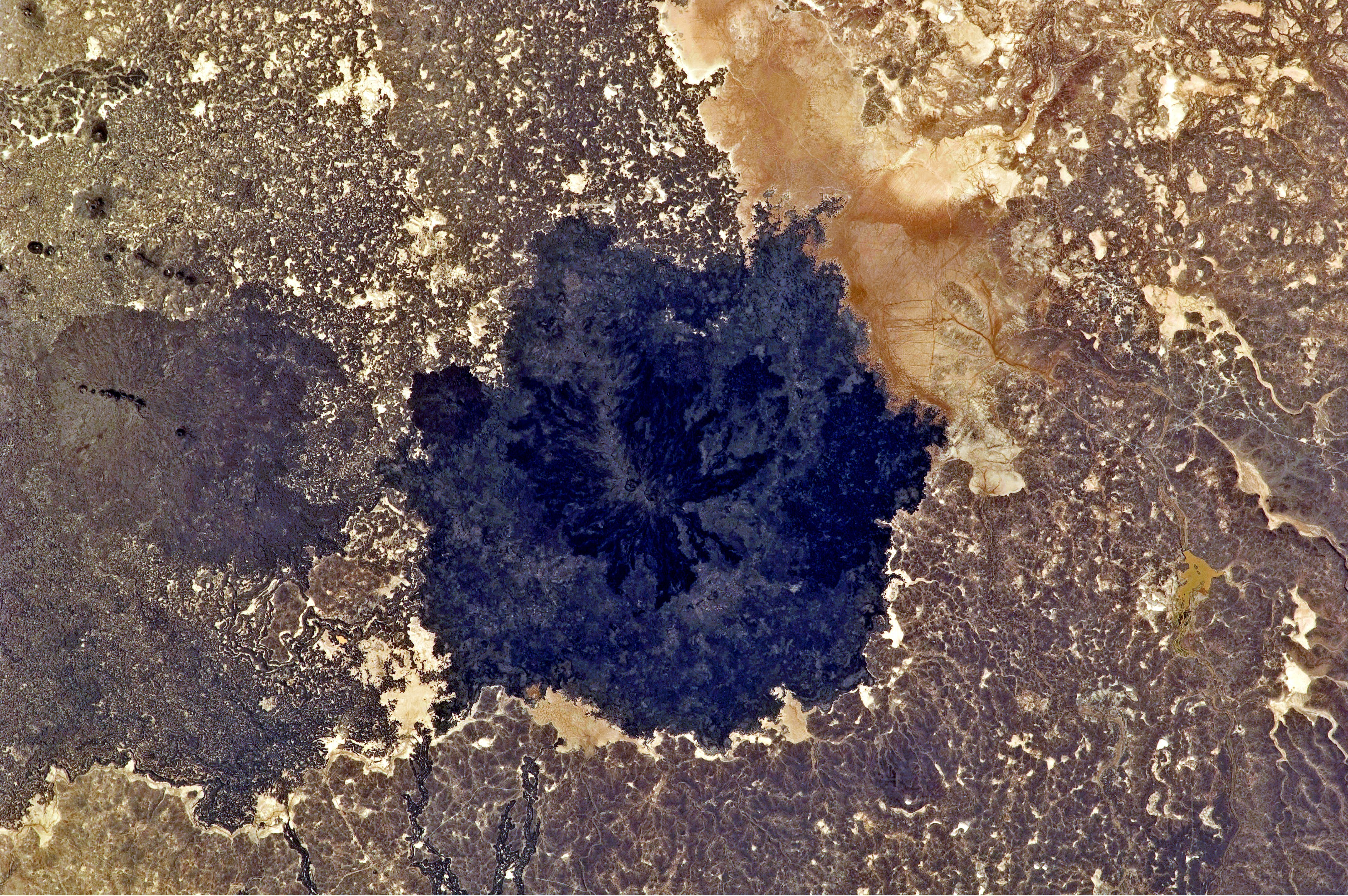
Базальтове вулканічне поле Ас-Сафа.

Ас-Сафа (араб. الصفا, Ас-Сафа), також відомий як Тулюль-ес-Сафа (араб. تلول الصفا, Тулюль Ас-Сафа), арабською — «пагорби Ас-Сафа», — гористий регіон, розташований на півдні Сирії, на північний схід від вулканічного плато Джебель-ед-Друз. Він складається з базальтового лавового поля вулканічного походження, яке займає площу 220 квадратних кілометрів, і містить щонайменше 38 шлакових конусів. Це вулканічне поле є частиною північного сегмента масивного лужного вулканічного поля Харрат-еш-Шама, що простягається від півдня Сирії через східну Йорданію до Саудівської Аравії. Район надзвичайно бідний на воду.

## Вулканічна активність
Поле містить численні кімберлітові трубки, які були активними протягом голоцену (близько 12 000 років тому). У середині 19-го століття в вулканічній зоні Ас-Сафа спостерігалося кипляче лавове озеро (див. Ерта Але в Ефіопії та Пуу-Оо на Гаваях як приклад).

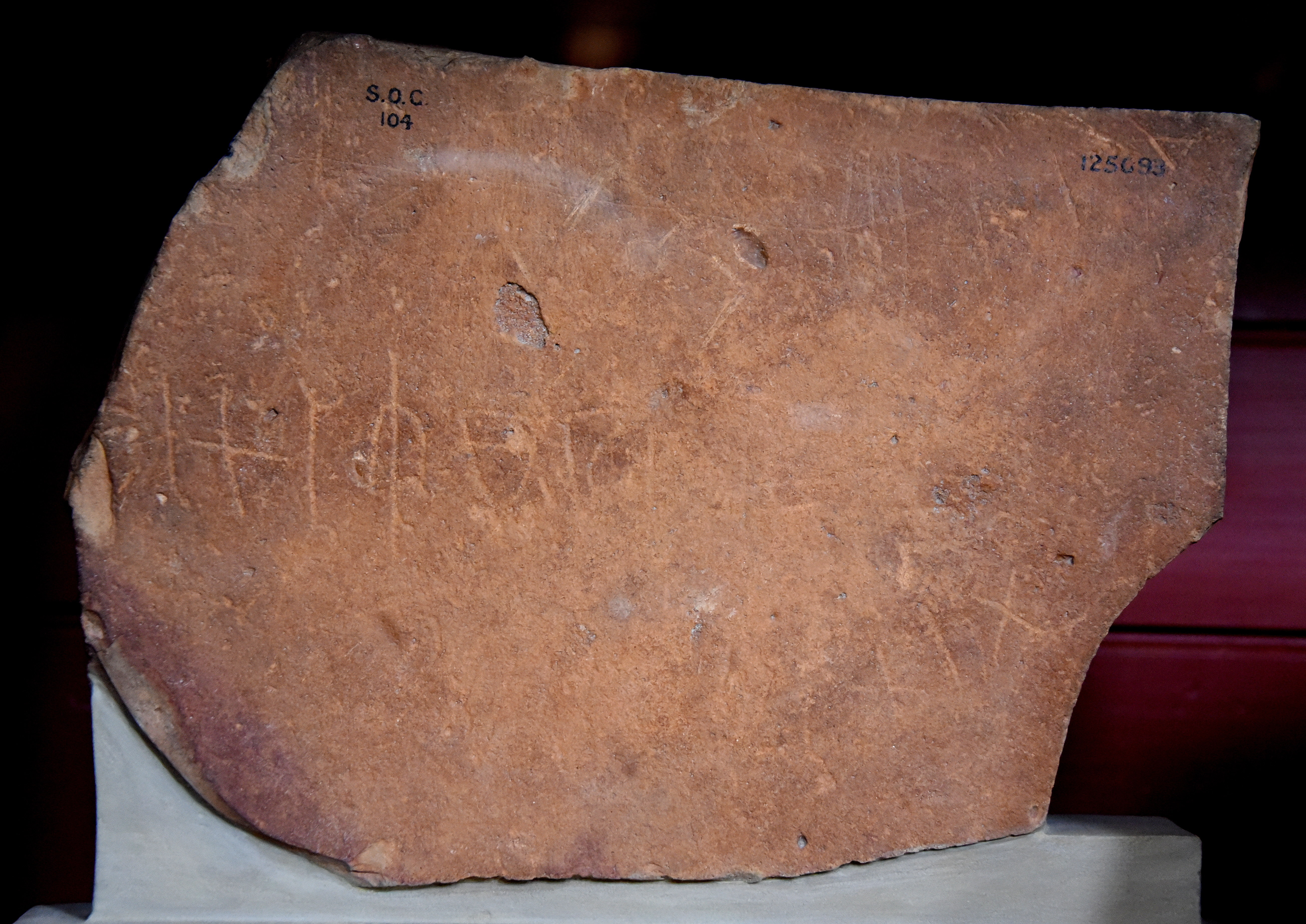
Сафаїтський напис із зображенням верблюда на червоному піщанику з Ас-Сафи, який зберігається у Британському музеї.

## Демографія
Регіон часто використовувався друзами протягом історії як притулок у роки війни. Увесь регіон наразі знаходиться в межах мухафази Ас-Сувейда, оскільки кордони мухафази проходять вздовж меж регіону. Його зрідка відвідують лише кочові бедуїни та деякі археологи. Сафаїтські написи вперше були виявлені в цьому регіоні в 1857 році і були названі на честь цієї місцевості.

## Громадянська війна в Сирії
Під час громадянської війни в Сирії Ас-Сафа стала останнім осередком ІДІЛ у мухафазах Ас-Сувейда та Риф-Дамаск. Вона була оточена Сирійською армією під час наступу в Ес-Сувейді.травень 2020[джерело?] Територія була захоплена 17 листопада 2018 року.

## Список вулканічних конусів у Ас-Сафі
- Телль-ель-Акзасс (Tell el Aqzass) 889 м.
- Телль-ед-Дерс (Tell ed Ders) 878 м.
- Джабаль Рґгелі (Jabal Rgheli) 874 м.
- Телль-Дарайір-Шималі (Tell Darayer Shimali) 844 м.
- Телль-Ум-Хвар (Tell Um Hwar) 818 м.
- Телль-Ум-ель-Джанбріс (Tell Um el Janbris) 808 м.
- Телль-Дарайір-Кіблі (Tell Darayir Qebli) 803 м.
- Телль-Алі (Tell Ali) 770 м.
- Телль-ель-Хель (Tell el Kheil) 765 м.
- Телль-Ес-Сафа (Tell Es Safa) 739 м.
- Телль-Тарран (Tell Tarran) 731 м.
- Джабаль-Сіс (Jabal Sees) 692 м.
- Телль-Зкейтта (Tell Zqeita) 670 м.
- Джабаль-ель-Джарін (Jabal el Jareen) 657 м.
- Джабаль-Абу-Ґханем (Jabal Abu Ghanem) 632 м.